# Christine Allsopp
Christine Allsopp (n. 19 de enero de 1947) es una pastora anglicana, y ha sido archidiácona de Northampton.
Fue educada en el St Albans Grammar School for Girls y en la Universidad de Aston. Ex química investigadora, y editora técnica, fue ordenada diaconisa en 1989 y sacerdotisa en 1994. Luego de una comisaría en Caversham fue vicaria de Bracknell y luego deana rural de Alderbury antes de su colación en el archidiaconado.
Se retiró en septiembre de 2013, siendo ordenada arcediana emérita, y ahora vive en Lambourn.